# Saprobionte

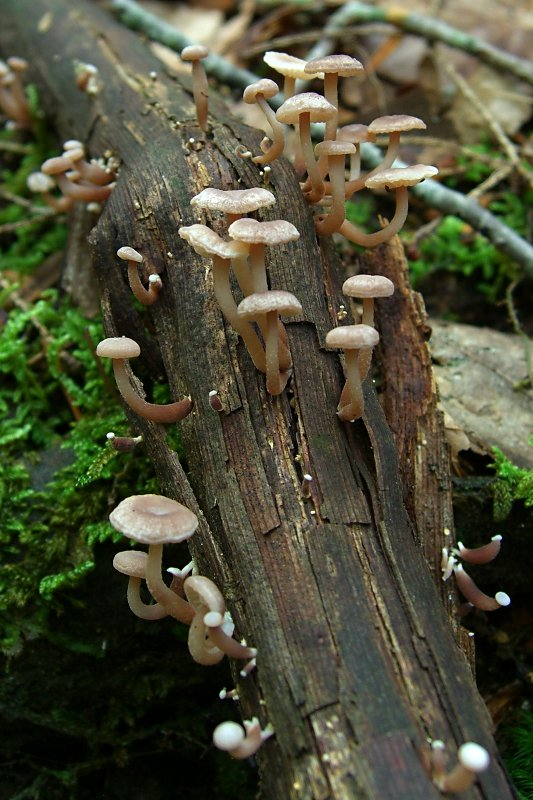
Marasmius prasiosmus (Appalaches, USA) se nourrissant de bois mort.

Un saprobionte (du grec ancien σαπρός / saprós, « putride », et βιόω / bióô, « vivre ») est un organisme végétal, animal, fongique ou bactérien capable de se nourrir de matière organique morte ou en décomposition, la sapromasse. 
Les sciences de la vie ont longtemps utilisé le terme saprophyte (avec le grec φυτόν / phytón, « végétal ») mais dont l'étymologie est limitée au végétal. 
Il s'agit d'un organisme saprophile (du grec sapros, et φίλος, phílos « qui aime ») qui peut être saprophyte (plante), saprophage ou saprovore (plante carnivore ou animal qui se nourrit activement, par ingestion, de matières organiques mortes), saprotrophe (organisme qui se nourrit par absorption) ou saprobie (organisme dulçaquicole vivant dans des eaux riches en matières organiques fermentescibles).
Un organisme qui a une nutrition saprotrophe (appelée aussi saprotrophisme ou nutrition lysotrophe), utilise le processus de digestion extracellulaire chimiotrophe impliqué dans le traitement de la matière organique morte puis absorbe les éléments nutritifs. Faisant partie des détritivores, il peut provoquer la décomposition de cette matière en libérant des enzymes endocellulaires (catalase, invertase, lactase) ou exocellulaires (amylases, cellulases, pectinases, protéases). Cette stratégie se distingue de celle de l'organisme biotrophe (il se nourrit à partir des cellules vivantes de l'hôte) et nécrotrophe (il se nourrit à partir de cellules mortes de l'hôte dont il a provoqué préalablement la nécrose des tissus, alors que le saprotrophe se nourrit de matière organique déjà morte). Cette répartition est une simplification quelque peu abusive, car de nombreux parasites sont biotrophes au départ, puis nécrotrophes (notion d'agent pathogène hémibiotrophe) et finalement saprotrophes (exemple : la tavelure du pommier Venturia inaequalis).

## Écologie
« Si les êtres microscopiques disparaissaient de notre globe, la surface de la terre serait encombrée de matière organique morte et de cadavres de tout genre, animaux et végétaux. Ce sont eux principalement qui donnent à l'oxygène ses propriétés comburantes. Sans eux, la vie deviendrait impossible, parce que l'œuvre de la mort serait incomplète. »

— Pasteur
Les saprobiontes vivent dans l'eau, dans l'air ou le sol sans dépendre directement d'un autre être vivant. Ils se nourrissent de matières organiques en décomposition, qu'ils transforment en matière minérale. De nombreux champignons se développent selon un mode de nutrition saprophyte et croissent sur des arbres ou des feuilles mortes. Ils participent ainsi à la formation de l'humus. Ils contribuent ainsi à différents cycles biogéochimiques, comme les cycles du carbone et de l'azote.
La plupart des micro-organismes saprobiontes sont inoffensifs pour l'humain. Certains sont cependant pathogènes, par exemple Clostridium tetani, responsable du tétanos. Autre exemple, les champignons filamenteux du genre Aspergillus, dont les spores peuvent être inhalés et se développer dans les poumons, voire diffuser dans d'autres tissus de l'organisme, pour donner la maladie appelée aspergillose.
Cette indépendance alimentaire ne les empêche pas de participer à de nombreux types d'associations symbiotiques (mutualistes, commensales ou parasitiques) notamment au niveau des mycorhizosphères. La phytoremédiation a commencé ces dernières années à approfondir l'étude de ces fungi, qui influent grandement sur les différentes capacités des plantes à absorber les divers éléments contenus dans le sol. La mycorhizosphère est la rhizosphère des racines mycorhizées. Les champignons saprophytes mycorhiziens, en formant des mycorhizes où ils se nourrissent des cellules et autres déchets rejetés par les racines de la plante colonisée, induisent également un certain nombre de changements dans la physiologie des plantes, la disponibilité des nutriments, la composition des communautés microbiennes. Au-delà de la rhizosphère, les hyphes de champignons mycorhiziens agissent comme les racines des plantes, et prolongent ainsi l'étendue de la rhizosphère, en créant une nouvelle interface entre la plante et le sol : l'hyphosphère.
Certaines plantes autrefois considérées comme saprophytes sont maintenant connues comme mycohétérotrophe. Ces plantes parasitent des champignons saprophytes en leur substituant du carbone. De nombreuses espèces de la famille des Orchidaceae sont mycohétérotrophes.

## Classification
Les saprotrophes peuvent être distingués suivant la nature du substrat qu'ils exploitent :
- saprotrophes lignicoles (par exemple Champignon lignivore)
- saprotrophes herbicoles
- saprotrophes foliicoles
- saprotrophes humicoles
- saprotrophes fongicoles
- saprotrophes coprophiles (par exemple Champignon coprophile)